# Flogging Molly
Flogging Molly — ирландско-американская музыкальная группа кельтского панка из Лос-Анджелеса.

## История

### Ранние годы
До основания музыкальной группы, Дэйв Кинг был солистом хэви-метал-группы Fastway, с музыкантом Эдди Кларком из группы Motörhead, с начала до середины 80-х годов.
В 1991 году Дэйв возглавил группу «Katmandu», в которой гитаристом была Мэнди Мейер из шведской рок-группы Krokus.
После этого Дэйв сохранил контракт с лейблом Epic Records, и начал работать над своим сольным альбомом, но в итоге начал пересматривать свой контракт с лейблом, когда компания выступила против его идеи использовать традиционные ирландские инструменты.
После этого случая, он договорился о разрыве контракта со лейблом, чтобы пойти своим путём в музыкальной сфере.

## Участники
- Дэйв Кинг — лидирующий вокал, акустическая гитара, бойран, банджо, ложки
- Бриджет Риган — скрипка, вистл, ирландская волынка, вокал
- Деннис Кейси — соло-гитара, вокал
- Мэтт Хинсли — аккордеон, концертина
- Нэтью Максвелл — бас-гитара, вокал
- Боб Шмидт — мандолина, банджо
- Джордж Швиндт — ударные, перкуссия

## Дискография

### Студийные альбомы
- Swagger (2000)
- Drunken Lullabies (2002)
- Within a Mile of Home (2004)
- Float (2008)
- Speed of Darkness (2011)
- Life is Good (2017)
- Anthem (2022)